# Manuel Fonseca e Castro
Manuel Fonseca e Castro (Santo Tirso, 5 gennaio 1906 – ...) è stato un calciatore portoghese, di ruolo attaccante.

## Carriera

### Club
Nato a Santo Tirso, giocò prevalentemente per l'Académico, squadra di Porto, ed è ricordato per essere uno dei primi della città ad essere selezionato per la Nazionale portoghese.

### Nazionale
Collezionò 3 presenze (tutte amichevoli) con la maglia della Nazionale. La prima partita, giocata il 18 giugno 1925 a Lisbona contro l'Italia, venne vinta 1-0 mentre le altre due, datate 1926, furono contro la Cecoslovacchia (pareggio 1-1) e la sconfitta per 4-2 a Tolosa contro la Francia. In seguito non fu più convocato per la nazionale lusitana.

## Statistiche

### Presenze e reti in Nazionale
| Cronologia completa delle presenze e delle reti in nazionale ― Portogallo | Cronologia completa delle presenze e delle reti in nazionale ― Portogallo | Cronologia completa delle presenze e delle reti in nazionale ― Portogallo | Cronologia completa delle presenze e delle reti in nazionale ― Portogallo | Cronologia completa delle presenze e delle reti in nazionale ― Portogallo | Cronologia completa delle presenze e delle reti in nazionale ― Portogallo | Cronologia completa delle presenze e delle reti in nazionale ― Portogallo | Cronologia completa delle presenze e delle reti in nazionale ― Portogallo |
| Data                                                                      | Città                                                                     | In casa                                                                   | Risultato                                                                 | Ospiti                                                                    | Competizione                                                              | Reti                                                                      | Note                                                                      |
| ------------------------------------------------------------------------- | ------------------------------------------------------------------------- | ------------------------------------------------------------------------- | ------------------------------------------------------------------------- | ------------------------------------------------------------------------- | ------------------------------------------------------------------------- | ------------------------------------------------------------------------- | ------------------------------------------------------------------------- |
| 18-06-1925                                                                | Lisbona                                                                   | Portogallo                                                                | 1 – 0                                                                     | Italia                                                                    | Amichevole                                                                | -                                                                         |                                                                           |
| 24-01-1926                                                                | Porto                                                                     | Portogallo                                                                | 1 – 1                                                                     | Cecoslovacchia                                                            | Amichevole                                                                | -                                                                         |                                                                           |
| 18-04-1926                                                                | Tolosa                                                                    | Francia                                                                   | 4 – 2                                                                     | Portogallo                                                                | Amichevole                                                                | -                                                                         |                                                                           |
| Totale                                                                    |                                                                           | Presenze                                                                  | 3                                                                         |                                                                           | Reti                                                                      | 0                                                                         |                                                                           |